# Neea cedenensis
Neea cedenensis är en underblomsväxtart som beskrevs av Julian Alfred Steyermark. Neea cedenensis ingår i släktet Neea och familjen underblomsväxter. Inga underarter finns listade i Catalogue of Life.